# Кодина, Лайя
Лайя Кодина Панедас (исп. Laia Codina Panedas, каталанское произношение: [ˈlajə kuˈðinə]; 22 января 2000, Кампльонг, Испания) — испанская футболистка, защитник английского клуба «Арсенал» и сборной Испании. Чемпионка мира 2023 года.

## Клубная карьера
Кодина родилась в городе Кампльонг, провинция Жирона, Каталония и начинала играть в футбол в возрасте четырёх лет. До 14 лет она играла с мальчиками в академии клуба «Касса» из Касса-де-ла-Сельвы. В 2014 году её пригласили в академию женской команды «Барселоны».

## Достижения
«Барселона»
- Чемпионка Испании (3): 2019/20, 2020/21, 2022/23
- Обладательница Кубка Испании: 2020/21
- Обладательница Суперкубка Испании: 2019/20
- Победительница Лиги чемпионов (2): 2020/21, 2022/23

Сборная Испании
- Чемпионка мира: 2023

Сборная Испании (до 19 лет)
- Чемпионка Европы: 2018